# 서촌초등학교 (경남)
서촌초등학교는 대한민국 경상남도 함안군 대산면 대법로 530 (서촌리)에 있었던 초등학교이다.

## 연혁
- 1999년 3월 1일	서촌초등학교 폐교로 (구)구혜초등학교에 통합
- 1999년 2월 18일 제50회 졸업장 수여식(총 졸업생수 2,470명)
- 1996년 11월 1일 학교급식 실시
- 1996년 3월 1일	서촌초등학교로 교명 변경
- 1984년 9월 12일 병설유치원 개원
- 1944년 8월 21일 서촌공립국민학교로 승격 인가(3학급 편성)
- 1940년 6월 15일 기서간이학교로 교명 개칭
- 1939년 5월 18일 대산공립보통학교 기동간이학교 인가